# Jörg Arnold
Jörg Arnold (* 28. Mai 1957 in Radebeul) ist ein deutscher Jurist, der als Strafrechtswissenschaftler und Forschungsgruppenleiter am Max-Planck-Institut für ausländisches und internationales Strafrecht in Freiburg arbeitet und früher als Richter beim Obersten Gericht der DDR tätig war. Arnold war seit 1984 Inoffizieller Mitarbeiter der DDR-Staatssicherheit.

## Leben
Nach Besuch der Erweiterten Oberschule arbeitete Arnold als Justizwachtmeister in Dresden. Anschließend studierte er bis 1981 an der Humboldt-Universität zu Berlin Rechtswissenschaften. Im gleichen Jahr kehrte Arnold nach Sachsen zurück und fungierte dort als Richterassistent an Kreisgerichten – zunächst in Dresden, später in Zittau, wo er 1982 schließlich zum Richter gewählt wurde. 1985 gelangte er an das Oberste Gericht der DDR in Berlin und wurde im 2. Strafsenat eingesetzt. Von 1987 bis 1989 war Arnold als wissenschaftlicher Mitarbeiter an diesem Gericht tätig. 1989 wechselte er als Oberassistent an die Humboldt-Universität, wo er 1986 promoviert worden war („Dissertation A“) und sich 1989 auch habilitierte („Dissertation B“). 1994 wurde er dort zum Privatdozenten ernannt.
Seit 1991 war Arnold am Max-Planck-Institut für ausländisches und internationales Strafrecht in Freiburg im Breisgau tätig, seit 1995 als Forschungsgruppenleiter. Zu seinen Forschungsschwerpunkten gehören europäisches Strafrecht, strafrechtswissenschaftliche Grundlagenforschung und juristische Zeitgeschichte. Arnold beschäftigt sich vor allem mit dem sog. Transitionsstrafrecht, also mit der strafrechtlichen Bewältigung von Systemunrecht. Von Arnold liegen zahlreiche Veröffentlichungen vor. Er ist einer der Herausgeber des „wohl wichtigsten“ Projektes des Instituts, des vielbändigen Werkes Strafrecht in Reaktion auf Systemunrecht. Arnold beteiligte sich 2005 – neben Egon Krenz, Werner Großmann, Karli Coburger und anderen – an einer Festschrift für Erich Buchholz. Im Rahmen seiner Veröffentlichungen kritisierte Arnold die Verurteilung von DDR-Richtern wegen Rechtsbeugung – etwa durch die Strafverfolgung Robert Havemanns – durch bundesdeutsche Gerichte und die Bestätigung dieser Rechtsprechung durch das Bundesverfassungsgericht. Er bezeichnete diese Praxis als politisch sanktioniertes Strafrecht und als Feindstrafrecht.
2005 wurde Arnold zum Honorarprofessor an der Westfälischen Wilhelms-Universität in Münster ernannt. Er ist als Rechtsanwalt zugelassen, seine Kanzlei befindet sich in Pfaffenweiler. Arnold war Mitglied im Vorstand des Republikanischen Anwältinnen- und Anwältevereins.
Arnold war seit 1975 Mitglied der SED.

## Tätigkeit für das Ministerium für Staatssicherheit
Im Jahr 2013 wurde öffentlich bekannt, dass Arnold sich 1984 als Inoffizieller Mitarbeiter (IM) zu einer Tätigkeit für das Ministerium für Staatssicherheit der DDR verpflichtet hatte. Arnold berichtete seinem Führungsoffizier laut den vorliegenden Gesprächsprotokollen über aufkeimende kritische Diskussionen innerhalb des Obersten Gerichts und über die Einführung einer rudimentären Verwaltungsgerichtsbarkeit Ende der 1980er Jahre. Arnold hatte die Tätigkeit 1991 bei einem Vorstellungsgespräch mit dem damaligen Direktor des Freiburger Max-Planck-Institutes, Albin Eser, offenbart. Eser sah aber keinen Anlass, bei Arnold nachzufragen: „Er habe sich damals gar nicht gewundert über dessen Kontakte zum Ministerium für Staatssicherheit“. Die Zentrale der Max-Planck-Gesellschaft war über die Vergangenheit ihres Mitarbeiters indes nicht informiert. Nach einer Entscheidung der Ethikkommission der Gesellschaft legte Arnold die Tätigkeit offen.
Für Kritik sorgte der Umstand, dass Arnold sich beim Max-Planck-Institut „mit genau dem Thema“ beschäftigt hat, „mit dem er sich auch als IM beschäftigt hat: der DDR-Justiz“. Arnold habe die Aufarbeitung des DDR-Unrechts durch die bundesdeutsche Justiz jahrelang scharf kritisiert und in einem gleichnamigen Buch die Normalität des Strafrechts in der DDR „erfunden“, obwohl er zuvor als IM die Unabhängigkeit der Justiz untergraben habe. Ungewollt repräsentiere Arnold mit seiner Vergangenheit selbst die „Normalität des DDR-Strafrechts“. Festgestellt wird aber auch, dass Arnold in neueren Veröffentlichungen den gegen die bundesdeutsche Justiz erhobenen Vorwurf, sie habe gegenüber DDR-Bürgern Siegerjustiz praktiziert, zurückweist.

## Werke (Auswahl)
- Zum Wesen von Strafzumessungstheorien der BRD. In: Durchsetzungsprobleme des Völkerrechts. Kriminalität, Strafrecht und Kriminologie im Imperialismus (Wissenschaftliche Schriftenreihe der Humboldt-Universität zu Berlin). Humboldt-Universität zu Berlin, Berlin 1983, S. 149–163.
- Strafzumessung bei jugendlichen Ersttätern, dargestellt am Ausspruch und der Ausgestaltung der Verurteilung auf Bewährung bei Eigentumsstraftaten und unbefugter Benutzung von Fahrzeugen. Dissertation A, Humboldt-Universität zu Berlin 1986 (unveröffentlicht).
- Die Kassation im Strafverfahren der DDR. Dissertation B, Humboldt-Universität zu Berlin 1989 (unveröffentlicht).
- Das Oberste Gericht und seine Repräsentanten. In: Autorenkollektiv unter der Leitung von Günter Sarge: Das Oberste Gericht der DDR. Rechtsprechung im Dienste des Volkes. Staatsverlag der DDR, Berlin 1989, ISBN 3-329-00509-2, S. 15–48.
- Landesbericht Deutsche Demokratische Republik. In: Albin Eser, Barbara Huber: Strafrechtsentwicklung in Europa 4. Teil 1: Landesberichte 1989/92 über Gesetzgebung, Rechtsprechung und Literatur. Ed. iuscrim, Max-Planck-Institut für Ausländisches und Internationales Strafrecht, Freiburg im Breisgau 1993, ISBN 3-86113-994-4, S. 309–339.
- Die Normalität des Strafrechts in der DDR. Band 2: Die gerichtliche Überprüfung von Geständnis und Geständniswiderruf im Strafverfahren. Ed. iuscrim, Max-Planck-Institut für Ausländisches und Internationales Strafrecht, Freiburg im Breisgau 1996, ISBN 3-86113-978-2.
- Kriminelle Vereinigung und organisierte Kriminalität. In: Vincenzo Militello: Organisierte Kriminalität als transnationales Phänomen : Erscheinungsformen, Prävention und Repression in Italien, Deutschland und Spanien. Ed. iuscrim, Max-Planck-Institut für Ausländisches und Internationales Strafrecht, Freiburg im Breisgau 2000, ISBN 3-86113-927-8, S. 87–178.
- Wie die Politik das Recht opfert. Deutschland hilft beim verbotenen Angriffskrieg. In: Kai Ambos, Jörg Arnold: Der Irak-Krieg und das Völkerrecht. Berliner Wissenschafts-Verlag, Berlin 2004, ISBN 3-8305-0559-0, S. 182–186.
- Karl Marx und das Holzdiebstahlsgesetz. In: Jörg Arnold u. a.: Menschengerechtes Strafrecht. Festschrift für Albin Eser zum 70. Geburtstag. Verlag C. H. Beck, München 2005, ISBN 3-406-52462-1, S. 25–48.
- „Täter mit gutem Gewissen.“ Impulse einer moralphilosophischen Untersuchung über die DDR-Vergangenheit. In: Matthias Mahlmann: Gesellschaft und Gerechtigkeit. Festschrift für Hubert Rottleuthner. Nomos Verlag, Baden-Baden 2011, ISBN 978-3-8329-6167-1, S. 439–457.
- Transitionsstrafrecht und Vergangenheitspolitik. In: Albin Eser, Ulrich Sieber, Jörg Arnold: Strafrecht in Reaktion auf Systemunrecht. Teilband 14. Duncker & Humblot, Berlin 2012, ISBN 978-3-428-13678-0 (gemeinsam mit Albin Eser).
- gemeinsam mit Volker Eick (Hrsg.): 40 Jahre RAV. Im Kampf um die freie Advokatur und um ein demokratisches Recht. Westfälisches Dampfboot, Münster 2019, ISBN 978-3-89691-264-0.